# گریم هاگ
گریم هاگ (انگلیسی: Graeme Hogg؛ زادهٔ ۱۷ ژوئن ۱۹۶۴) یک بازیکن فوتبال اهل بریتانیا است.
از باشگاه‌هایی که در آن بازی کرده‌است می‌توان به باشگاه فوتبال برنتفورد، باشگاه فوتبال پورتسموث، باشگاه فوتبال نوتس کانتی، باشگاه فوتبال منچستر یونایتد، باشگاه فوتبال هارت آف میدلوتیان، و باشگاه فوتبال وست برومویچ آلبیون اشاره کرد.